# 巴拉-杜里贝鲁
巴拉-杜里贝鲁是巴西南大河州的一个市镇。总面积730.816平方公里，总人口11423人，人口密度15.6人/平方公里。